# 堤清二
堤 清二（つつみ せいじ、1927年〈昭和2年〉3月30日 - 2013年〈平成25年〉11月25日）は、日本の実業家、小説家、詩人。筆名は辻井 喬（つじい たかし）。学位は博士（経済学）（中央大学・1996年）。日本芸術院会員、財団法人セゾン文化財団理事長、社団法人日本文藝家協会副理事長、社団法人日本ペンクラブ理事、『歴程』同人、憲法再生フォーラム共同代表、日本中国文化交流協会会長。西武鉄道取締役、京浜急行電鉄社外取締役、西武流通グループ（後のセゾングループ）代表などを歴任した。異母弟は西武鉄道グループ元オーナーの堤義明。

## 経歴

### 生い立ち
1927年、西武グループの創業者堤康次郎と、康次郎の妾（後に本妻）・青山操の間に生まれる。青山は当時康次郎と内縁関係にあったが（のち入籍）、康次郎は5人の女性との間に5男2女を持つ。このことは父への反抗につながり、日本共産党入党や文学への傾倒へのきっかけとなっていく。また「父との確執と、父への理解」は、「小説家・辻井喬」を貫くテーマともなっている。
国立学園小学校、東京府立第十中学校（現・東京都立西高等学校）を経て旧制成城高等学校（現・成城大学）に進学すると、寺内大吉に兄事し、後に「近代説話」の同人となる。東京大学経済学部入学直後、同級生だった氏家齊一郎などから勧誘を受け日本共産党に入党。横瀬郁夫のペンネームで積極的な活動を行っていた。
戦時は学徒動員で厚木飛行場の建設作業に従事した後、帝都防衛隊に編入され、四谷消防署の参謀となり、東京大空襲での消火活動を行う。
1950年、内外の混乱により共産党が所感派・国際派へと分裂する中、国際派の東大細胞に属し、党中央から除名される。この頃、自ら父に勘当を願い出ているが、それは康次郎に対する清二の「絶縁宣言」というべきものだった。

### 西武取締役兼作家
1951年東京大学経済学部卒業。その後、肺結核の療養を経て、衆議院議長だった父・康次郎の秘書を務める。この頃から詩を書き始める。1954年に西武百貨店に入社。1955年から取締役店長として百貨店を任される一方、母体企業の西武鉄道でも取締役を務めた。同年、処女詩集『不確かな朝』を発表。1961年刊行の詩集『異邦人』で室生犀星詩人賞受賞。
1964年、康次郎が死去。周囲からは清二が継承すると思われていた西武グループ総帥の座は、異母弟の堤義明が継ぐことになる。学生時代の政治活動の経歴が後継者を決める上で不利に働いたという見方もあるが、争いを好まない清二本人の性格からお家騒動には至らなかった。このような変動の下で、処女小説『彷徨の季節の中で』（1969年）は書き上げられた。
清二は、作家の三島由紀夫とも交友を持ち、三島が自身の組織した「楯の会」の制服を制作するにあたっては、五十嵐九十九（ドゴールの制服のデザイナー）を手配するなどの便宜を図った。なお、1970年（昭和45年）11月25日の三島事件直後に開かれた三島の追悼会には、ポケットマネーから資金を提供した他、三島映画上映企画などでも会場を提供するなど、自決後も貢献し続けた。
政治家にはならなかったが、父康次郎が池田勇人と仲が良かったことから、池田や佐藤栄作、田中角栄、大平正芳ら政治家とも交流を続けた。特に白洲次郎から生前「宮澤喜一を総理にするのを手伝え」と言われていたため、宮澤内閣の誕生にも関わっている。角川春樹とは半世紀以上の親交を持ち、角川春樹事務所の顧問も務めた。
康次郎死去後に一旦相続した義明から、改めて流通部門を渡された清二は、当時阪急百貨店会長・清水雅の宝塚市にある自邸に行き、清水より経営手法などを学ぶ。スーパーマーケットである西友をダイエー、イトーヨーカ堂に次ぐ業界3位に成長させた。1969年、池袋西武の隣にあった百貨店「東京丸物」（まるぶつ）を、買収したばかりの小佐野賢治から、さらに買収する形で経営を引き受け、府立十中の同級生だった増田通二を使い、パルコにリニューアルし、さらにパルコを全国に展開。ちなみに渋谷の「公園通り」の名前は、イタリア語で公園を意味するパルコの名前からとったものである。

### セゾングループ
また西武百貨店を渋谷に進出させ成功を収めると、積極的な出店攻勢と「感性経営」といわれる優れた演出戦略が奏功した。清二の入社当時は二流・三流といわれた西武百貨店を、1980年代後半には当時百貨店売上高首位の三越を抜き、日本一の百貨店になるまで成長させた。
さらにデベロッパーである西洋環境開発を通じ、世界一のホテルチェーンであるインターコンチネンタルホテルズグループを買収し、ホテル経営やリゾート開発へも乗り出すなど、セゾングループを形成（これには、元々は自らと近い関係だったプリンスホテルの事業を、父の死後に譲った義明への対抗心もあったと言われている）。
また、ラコステブランドなどを取り扱う大沢商会や、牛丼の吉野家など倒産した企業をセゾングループに組み入れ、見事に再建させた。マスメディアも彼に注目し、財界の若きプリンスともてはやすようになる。
脱大衆文化と称して、DCブランドの展開や、無印良品、ファミリーマート、雑貨店のロフト、セゾンカード、FM放送のJ-WAVE、オーディオ・ビジュアル (AV) ソフト（CD・DVD等）の小売店チェーンWAVE、大型書店のリブロ、出版社のリブロポートなどの事業も展開した。
田中一光、山本耀司らとの交流の中から、無印良品のヒントを得たといわれる。糸井重里による「不思議、大好き。」「おいしい生活。」などのキャッチコピーは西武百貨店を80年代文化の担い手として印象付けた。
また、海外有名ブランドの導入を積極的に推進し、エルメス、ラルフ・ローレン、イヴ・サンローラン、アルマーニ、ミッソーニなどを日本の百貨店で最初に導入したのは西武百貨店をはじめとするセゾングループである。さらに、セゾン美術館などメセナのさきがけといわれる活動も始める。
1983年、自伝的小説『いつもと同じ春』で平林たい子文学賞受賞。
1986年、西武鉄道取締役を辞任し、セゾングループの経営に専念する。
しかしバブル崩壊により、堤一族の名前を利用した金融機関からの借り入れに依存して、事業の急拡大を進めていたセゾングループの経営は破綻を迎え、1991年に堤は同グループ代表を辞任。2000年には西洋環境開発（同年清算）を含むグループの清算のため、保有株の処分益等100億円を出捐し、セゾングループは解体された。

### セゾングループ解体後
一方、1995年に堤清二名義で書き学位請求論文として中央大学に提出した『消費社会批判』が認められ、博士（経済学）の学位を取得（論文博士）。翌1996年に岩波書店から書籍化される。
1980年代までは、「実業家・堤清二」の活動が主となり、「詩人／小説家・辻井喬」は寡作だったが、セゾングループ代表辞任後は精力的に作家活動を展開。1992年、詩集『群青、わが黙示』を上梓し高見順賞受賞。1994年、『虹の岬』で谷崎潤一郎賞受賞。先述した「父との確執と、父への理解」に加え、自身の特異なプロフィールに由来する、大企業の経営者というモデルを通じた「人間の複雑な内面」の描写が小説の特徴であり、『父の肖像』（2004年）はその集大成といえよう。
2005年に堤義明が一連の不祥事で逮捕され、西武鉄道グループの再編・再建活動が活発化すると、義明への批判を展開。異母弟の猶二と共に、西武鉄道へ買収提案を行うなど、実業家、西武の創業者一族としての活動も展開した。

### 晩年
2000年には、小説『風の生涯』で芸術選奨文部科学大臣賞受賞、詩の業績で藤村記念歴程賞受賞。2004年に『父の肖像』で野間文芸賞受賞。2006年3月には近作をはじめとする小説群の旺盛な創作活動により日本芸術院賞・恩賜賞を受賞した。2006年、詩集『鷲がいて』により現代詩花椿賞受賞。同年、氏家が取締役会議長職を務めている日本テレビ放送網の社外取締役に就任。
2007年、詩集『鷲がいて』により読売文学賞詩歌俳句賞受賞。同年、日本芸術院会員となる。
2009年、『自伝詩のためのエスキース』で現代詩人賞受賞。2012年1月、宮中歌会始の儀で召人。同年秋に文化功労者。
「九条の会」傘下の「マスコミ九条の会」呼びかけ人を務めていた（辻井喬名義）。中華人民共和国と太いパイプを持ち、1973年から28回も訪中していた。
最晩年は認知症を患っており、病室にて突然看護師へカントの哲学を講義したり、インターナショナル (歌)を高らかに歌うことがあったという。
2013年11月25日、肝不全のため東京都内の病院にて86歳で死去。2014年2月に帝国ホテルで行われたお別れの会では、実行委員長をドナルド・キーンと林野宏が務め、麻生太郎や森喜朗などが参列した。同年4月には日本中国文化交流協会が偲ぶ会（辻井喬名義）を開き、加藤紘一や河野洋平らが出席した。
追悼出版の小冊子に『辻井喬と堤清二が出合う日 11月25日』（辻井喬・堤清二研究会編、アジア・ユーラシア総合研究所、2017年11月）がある。

## 家族・親族

### 堤家

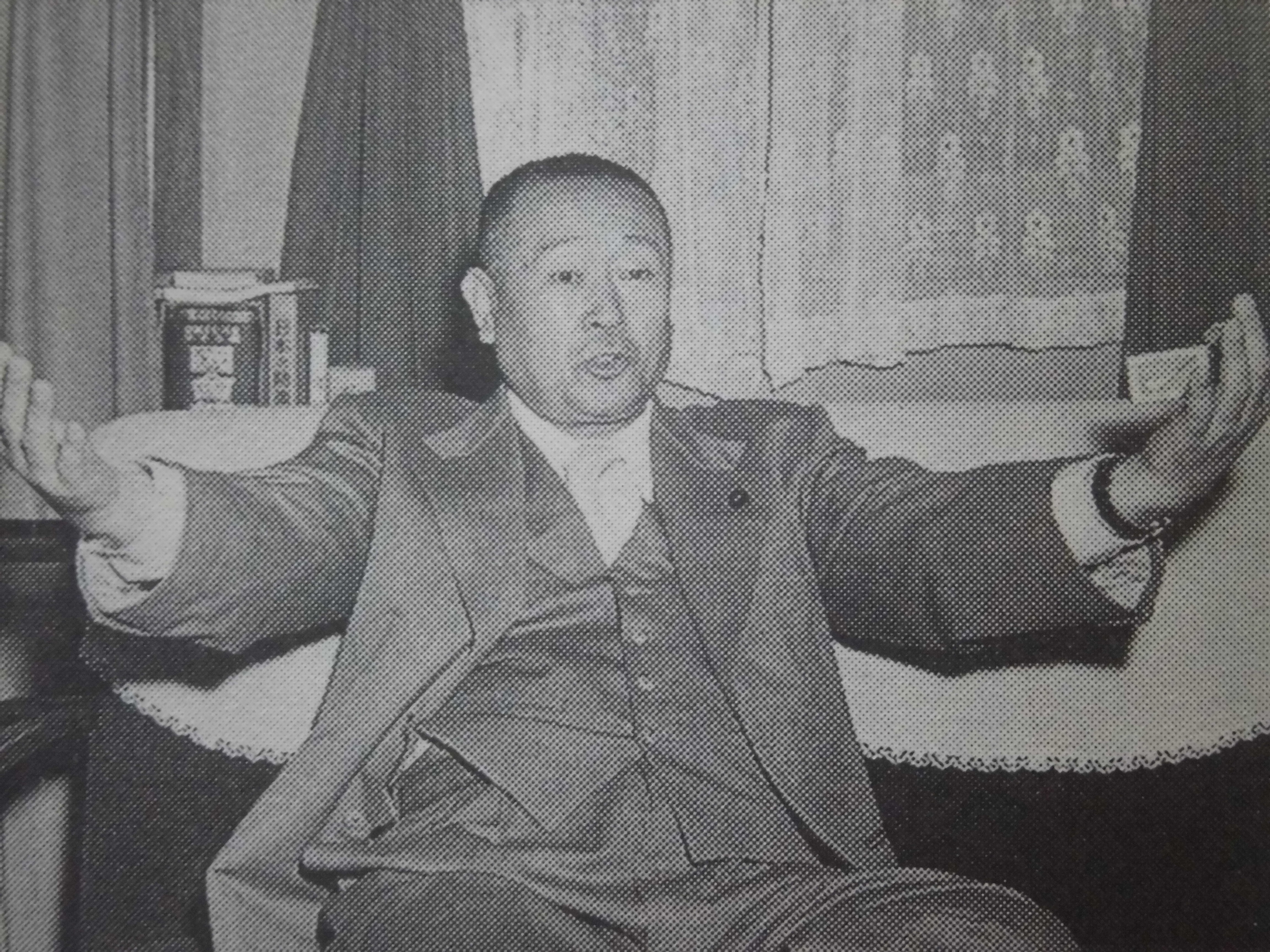
衆議院議長に就任した堤康次郎

（滋賀県愛知郡愛荘町、神奈川県二宮町、東京都）
- 父・康次郎（実業家、政治家）
- 母・操（元東京土地社長青山芳三の娘）
  - 操の長姉・雪子は三菱グループの重鎮だった荘一族に嫁いでいる[15]。荘清次郎は戦前の三菱本社理事[15]。雪子が嫁いだのはその息子の荘素彦で三菱製紙の重役[15]。兄弟に元三菱商事社長の荘清彦らがいる[15]。
- 妹・邦子（エッセイスト。フランスに移住し、1974年にカジノ船「ソシエテ・リディア」を経営するも悉く倒産。西洋環境開発が損失補填をしたと言われる。1997年死去。）
- 先妻・素子（俳人山口氏の娘。衆議院事務局に勤務し、1957年に結婚[16]）
- 後妻・麻子（元芸妓、元産経新聞社、フジテレビジョン社長水野成夫の養女、セゾン文化財団副理事長、セゾン現代美術館評議員）
- 異母兄弟
  - 異母姉・淑子（母は康次郎の最初の妻コト、元西武鉄道社長小島正治郎の妻）
  - 異母兄・清（母は岩崎その、元近江鉄道社長。廃嫡）
  - 異母弟・義明（母は石塚恒子、西武鉄道・コクド前会長）
  - 異母弟・康弘（母は石塚恒子。元豊島園社長）
  - 異母弟・猶二（母は石塚恒子。東京テアトル代表取締役前会長（2011年5月に辞任）、ホスピタリティ・ネットワーク（ホテルインターコンチネンタル東京ベイ運営会社）社長・ヨコハマグランドインターコンチネンタルホテル代表取締役会長・インターコンチネンタルホテルズグループ前会長、プリンスホテルスクール初代代表、旧プリンスホテル（コクドに吸収）初代社長）
- 子供
  - 康二（素子との子。長男・セゾン文化財団理事、株式会社パルコ エンタテイメント事業部制作顧問、1958-）
  - たか雄（麻子との子。次男・セゾン文化財団評議員、セゾン現代美術館代表理事、1970-）

## 作品
※但し書きがなければ、辻井喬 名義。

### 詩集
- 不確かな朝（ユリイカ、1955年）
- 異邦人（ユリイカ、1961年）、第2回室生犀星詩人賞受賞
- 宛名のない手紙（紀伊国屋書店、1964年）
- 辻井喬詩集（思潮社、1967年）
- 誘導体（思潮社、1972年）
- 辻井喬詩集（思潮社現代詩文庫、1975年）、※1967年刊『辻井喬詩集』とは別版
- 箱または信号への固執（思潮社、1978年）
- 沈める城（思潮社、1982年）
- たとえて雪月花（青土社、1985年）
- 鳥・虫・魚の目に泪（書肆山田、1987年）
- ようなき人の（思潮社、1989年）
- 群青、わが黙示（思潮社、1992年）、第23回高見順賞受賞
- 過ぎてゆく光景 （思潮社 1994年）
- 時の駕車（角川書店、1995年）
- 続 辻井喬詩集（思潮社現代詩文庫、1995年）
- 南冥・旅の終り（思潮社、1997年）
- わたつみ・しあわせな日日（思潮社、1999年）、一連の作品で第38回藤村記念歴程賞受賞
- わたつみ 三部作（思潮社、2001年）
- 呼び声の彼方（思潮社、2001年）。※友人でもあった作曲家・武満徹に捧げられた追悼詩集。
- 鷲がいて（思潮社、2006年）、現代詩花椿賞・第58回読売文学賞詩歌俳句賞受賞
- 自伝詩のためのエスキース（思潮社、2008年）、第27回現代詩人賞受賞
- 死について（思潮社、2012年）

### 小説
- 彷徨の季節の中で （新潮社、1969年／中公文庫、2009年） のち新潮文庫。※自伝的小説
- いつもと同じ春 （河出書房新社、1983年） のち新潮文庫、中公文庫。第十二回平林たい子文学賞受賞
- 静かな午後 （河出書房新社、1984年） ISBN 4309003737
- 不安の周辺 （新潮社、1985年）のち文庫 ISBN 410102524X
- 暗夜遍歴 （新潮社、1987年）のち文庫、講談社文芸文庫。※自伝的小説
- けもの道は暗い （角川文庫、1989年） のち増訂改題し『変身譚』ハルキ文庫
- 国境の終り 世の終りのための四章 （福武書店、1990年）
- ゆく人なしに （河出書房新社、1992年）
- 虹の岬 （中央公論社、1994年／中公文庫、1998年）ISBN 4122030560。第三十回谷崎潤一郎賞受賞。※歌人にして住友財閥重役の川田順の恋愛事件を描き、映画化もされた。
- 終わりなき祝祭 （新潮社、1996年）のち文庫 ISBN 4101025266
- 故なくかなし （新潮社、1996年） ISBN 4103407077
- 過ぎてゆく光景 （文藝春秋、1994年） ISBN 416316040X
- 沈める城 （文藝春秋、1998年） ISBN 4163180109
- 風の生涯（上・下）（新潮社、2000年） のち文庫。芸術選奨文部科学大臣賞受賞
- 西行桜 （岩波書店、2000年） ISBN 4000009087
- 命あまさず-小説石田波郷 （角川春樹事務所、2000年）のち文庫
- 桃幻記 （集英社、2003年） ISBN 4087746402
- 父の肖像 （新潮社、2004年） ISBN 4103407123。のち文庫（上・下）、※父・堤康次郎の人生を叙述。野間文芸賞受賞
- 終わりからの旅（朝日新聞出版、2005年）のち文庫、連載新聞小説
- 萱刈 （新潮社、2007年）、書き下ろし長篇
- 幻花 （三月書房、2007年）、小品集
- 書庫の母 （講談社、2007年） ISBN 4062141698。短篇小説集
- 遠い花火 （岩波書店、2009年） ISBN 4000241427。※半自伝的小説
- 茜色の空―哲人政治家・大平正芳の生涯（文藝春秋、2010年／文春文庫、2013年）ISBN 4167851016

### 評論・随筆
- 深夜の読書 （新潮社、1982年） のち文庫
- 深夜の遡航 （新潮社、1989年）
- 深夜の散歩 （新潮社、1994年）[17][18]
- 詩が生まれるとき-私の現代詩入門（講談社現代新書、1994年）
- 深夜の唄声 （新潮社、1997年）
- 本のある自伝 （講談社、1998年） ISBN 4062090929
- ユートピアの消滅 （集英社新書、2000年） ISBN 4087200663
- 伝統の創造力 （岩波新書、2001年） ISBN 4004307627
- 深夜の孤宴 （新潮社、2002年） ISBN 4103407115
- 新祖国論-なぜいま、反グローバリズムなのか（集英社、2007年）
- 憲法に生かす思想の言葉 （新日本出版社、2008年） ISBN 440605166X
- 叙情と闘争-辻井喬/堤清二回顧録（中央公論新社、2009年／中公文庫、2012年） ISBN 4122056411
読売新聞にて2008年1月26日 - 2009年1月24日にかけて連載。
- 古寺巡礼 （角川春樹事務所、2009年） のち文庫 ISBN 4758411387
- かたわらには、いつも本-辻井喬書評集 （勉誠出版、2009年） ISBN 4585055010
- 私の松本清張論-タブーに挑んだ国民作家 （新日本出版社、2010年） ISBN 4406053999
- 司馬遼太郎覚書-『坂の上の雲』のことなど （かもがわ出版、2011年）ISBN 4780304865
- 生光 （藤原書店、2011年）
- 流離の時代 （幻戯書房、2012年） ISBN 4901998900

以下は堤清二名義
- 変革の透視図 脱流通産業論（トレヴィル、1985年）
- 堤清二・辻井喬フィールドノート （文藝春秋、1986年）
- 消費社会批判 （岩波書店、1996年）博士論文を改訂

### 主な共著・共編
- 錆（脇田愛二郎と共著、河出書房新社、1985年）
- 昭和の終焉－20世紀諸概念の崩壊と未来（日野啓三対談、トレヴィル、1986年）
- 堤清二＝辻井喬対談集（トレヴィル、1988年）
石原慎太郎、安藤忠雄、井尻千男、中村雄二郎、大岡信、浅田彰ほか全10名
- 世紀末ヴィジョン（吉田直哉と共著、創樹社、1990年）
- ケルトの風に吹かれて―西欧の基層とやまととの出会い（鶴岡真弓と共著、北沢図書出版、1994年）
- 恋心 日本の名随筆 別巻55（編著、作品社、1995年）
- 国立の小学校（大西健夫と共編、校倉書房、2007年）
- ポスト消費社会のゆくえ（上野千鶴子対談、文春新書、2008年）
- 心をつなぐ左翼の言葉（聞き手浅尾大輔、かもがわ出版、2009年）
- 無印ニッポン-20世紀消費社会の終焉（三浦展対談、中公新書、2009年）
- 辻井喬＆山口二郎が日本を問う（山口二郎対談、平凡社、2011年）
- 世界を語る言葉を求めて 3.11以後を生きる思想（宮崎学対談、毎日新聞出版、2011年）
- うるわしき戦後日本（ドナルド・キーン対談、PHP新書、2014年）。ISBN 456-9823319
- わが記憶、わが記録 - 堤清二×辻井喬オーラルヒストリー。ISBN 412-0047776
聞き手・編、御厨貴、橋本寿朗、鷲田清一（中央公論新社、2015年）

### 著作集
- 辻井喬コレクション（全8巻、河出書房新社、2002年 - 2004年）
- 辻井喬全詩集（思潮社、2009年）

### 補作詞
- あなたの空を翔びたい（作詞・作曲：尾崎亜美、歌：髙橋真梨子。のち尾崎自身もアルバム「POINTS」でセルフカバー）